# Жан Лезьє
Жан Лезьє (фр. Jean Lesieur, 8 листопада 1904 — 10 травня 1943) — французький яхтсмен.
Олімпійський чемпіон 1928 року в класі 8 метрів.